# Neosparassus macilentus
Neosparassus macilentus är en spindelart som först beskrevs av Ludwig Carl Christian Koch 1875. Neosparassus macilentus ingår i släktet Neosparassus, och familjen jättekrabbspindlar. Inga underarter finns listade i Catalogue of Life.